# Albany (Indiana)
Albany è una città degli Stati Uniti d'America, nelle Contee di Delaware e Randolph, nello Stato dell'Indiana.
La popolazione era di 2 368 abitanti nel censimento del 2000.